# こわれがめ

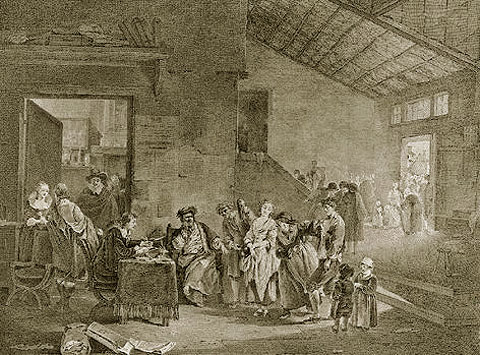
着想のもととなった銅版画『裁判官あるいはこわれがめ』

「こわれがめ」（Der zerbrochne Krug）は、クライストによる一幕物の喜劇。1806年成立。韻文で書かれた最初のドイツ喜劇である。

## 梗概
オランダ、ユトレヒト近郊の小村が舞台。ここの裁判官で好色家のアダムは、ある日村娘のエーフェのもとに夜這いをかけに行くが、彼女の恋人ルーブレヒトと鉢合わせになりかかって逃げ出し、その際に甕を壊していってしまう。その翌日、娘の母親である未亡人が、自家の大切な甕を壊したといってルーブレヒトを訴えにやってくる。アダムは自分自身が真犯人である一件を裁かねばならなくなり、なんとか罪を他者になすりつけようと躍起になるが、次々と状況証拠が出てきて、しだいに誰の目にもアダムが犯人であるということが明らかになってゆく。
クライストは本作に付けられた（印刷はされなかった）序文でオイディプス王に触れており、意図的にソフォクレスの『オイディプス王』の手法で喜劇を書いたものであることがうかがえる。登場人物の名前は、罪を犯す裁判官の名がアーダム（ドイツ語でアダム）、罪の元となる女性がエーフェ（同イブ）、事件の真相に光をあてる書記の名がリヒト（光）というふうに、象徴的な命名がなされている。

## 成立と上演
クライストは1802年、スイス滞在中にハインリヒ・チョッケの家を訪れ、このときにこの家にかかっていた『裁判官あるいはこわれがめ』 ("Le juge, ou la cruche cassée") という銅版画を題材にして、チョッケおよびルートヴィヒ・ヴィーラントと競作をおこなう申し合わせをした。この銅版画はフィリベール＝ルイ・ドゥビュクールの原画をもとにしてジャン・ジャック・ルヴォーが1782年に制作したものである。クライストは喜劇を、チョッケは短編小説を、ヴィーラントは諷刺詩を書くことになっていたが、すぐには書き上げられず、一応の完成をみて知人に配ることができたのは1805年であった。
この戯曲は1808年、ワイマールにて初演されたが、演出したゲーテの手で3幕にされたために当時は不評に終わり、クライストとゲーテの確執のもととなった。以後クライストの生前中には上演されることがなかったが、1820年にフリードリヒ・シュミットによってハンブルクで再演されて成功を収め、以後ドイツ演劇における定番の喜劇となった。日本では千田是也演出で1946年および1964年に俳優座にて上演されたことがある。

## 評価
本作の日本語訳を行った手塚富雄は「この作品の特色は、登場人物がそれぞれ独自に徹底した性格をもっていることで、それが特殊なユーモアを漂わせている」「言葉や動きの、目の前に見るようなリアリズムと、18世紀末のプロイセン農村の風刺といわれるほどの痛烈な描き方が、特色である。クライストはこの戯曲では、すでに起こった事件のもつれを解いてゆくという、ギリシア劇の分析的ドラマ形式をとり、一分のすきもなく、解決に向かって進行してゆく」と指摘している。